# Történettudományi módszertan
A történettudományi módszertan olyan eljárások és technikák összessége, amelyeket a történészek használnak a múlt eseményeinek megértésére, értelmezésére és bemutatására. A történészek célja nemcsak a múlt eseményeinek puszta rekonstruálása, hanem azok szélesebb társadalmi, politikai, gazdasági és kulturális kontextusban való értelmezése is. A módszertan fő elemei a források gyűjtése, a forráskritika, a kontextuselemzés, az események időbeli és ok-okozati viszonyainak feltárása, valamint a történeti elbeszélés megalkotása. Az alábbiakban bemutatjuk a történettudományi módszertan fő lépéseit és kihívásait.

## A történettudományi módszer lépései

#### 1. Források gyűjtése
A történészek különféle forrástípusokat használnak, hogy teljes képet alkossanak egy adott eseményről, időszakról vagy személyről. A forrásokat alapvetően két nagy csoportra osztják: elsődleges és másodlagos forrásokra.
- Elsődleges források: Ezek közvetlenül az adott esemény idejéből származnak, és magukban foglalják a hivatalos iratokat, személyes leveleket, naplókat, újságcikkeket, műalkotásokat, tárgyi leleteket és más olyan dokumentumokat, amelyeket az adott esemény tanúi vagy résztvevői készítettek. Az elsődleges források hitelességük miatt alapvető fontosságúak a történeti kutatásokban, de kritikusan kell kezelni őket, hiszen torzításokat is tartalmazhatnak.
- Másodlagos források: Ezek olyan későbbi elemzések és interpretációk, amelyeket a történészek és kutatók készítettek az elsődleges források alapján. Másodlagos források például a történeti tanulmányok, monográfiák és tudományos cikkek. Ezek segítenek az események szélesebb kontextusba helyezésében, és gyakran többféle elsődleges forrás szintézisét nyújtják.

#### 2. Forráskritika
A forráskritika során a történészek azt vizsgálják, mennyire megbízhatóak és hitelesek az összegyűjtött források. Ez a lépés kulcsfontosságú, mivel a források torzításokat, tévedéseket vagy elfogultságokat is tartalmazhatnak. A forráskritika két fő részből áll:
- Külső kritika: Ennek során a történész megvizsgálja a forrás fizikai tulajdonságait, hogy megállapítsa annak eredetiségét. A külső kritika kérdései közé tartozik például, hogy mikor és hol készült a forrás, ki írta, és milyen céllal.
- Belső kritika: A belső kritika a forrás tartalmának elemzésére összpontosít. Itt a történészek azt vizsgálják, hogy a forrás mennyire pontos, következetes és megbízható. A belső kritika során fontos figyelembe venni a szerző esetleges elfogultságait vagy előítéleteit.

#### 3. Kontextuselemzés
A kontextuselemzés segít a történésznek megérteni a források által ábrázolt események tágabb társadalmi, politikai és gazdasági hátterét. A forrásokat mindig az adott történelmi és társadalmi környezetben kell értelmezni, mivel ez lehetővé teszi, hogy a történész pontosabban megértse az események jelentőségét és hatásait.
- Társadalmi kontextus: Ez a környezet, amelyben az adott esemény vagy jelenség lezajlott, beleértve az emberek életmódját, szokásait és közösségi kapcsolatait.
- Politikai és gazdasági kontextus: Ez a politikai döntések, gazdasági rendszerek és hatalmi viszonyok vizsgálatát foglalja magában, amelyek befolyásolhatták az események alakulását.

#### 4. Szekvenciális és ok-okozati elemzés
A történészek az események időbeli sorrendjét (szekvenciális elemzés) és azok közötti ok-okozati összefüggéseket vizsgálják. Ez a lépés segít megérteni, hogyan fejlődtek vagy változtak az események az idő múlásával.
- Ok-okozati elemzés: A történészek megpróbálják feltárni, hogy egy adott eseményt milyen okok váltottak ki, és milyen következményei voltak. Az ok-okozati elemzés során a történészek különféle tényezőket vesznek figyelembe, beleértve a társadalmi, gazdasági, politikai és kulturális tényezőket.

#### 5. Interpretáció és szintézis
A források elemzésének és értékelésének eredményeként a történészek következtetéseket vonnak le, és szintetizálják az információkat. Az interpretáció folyamata mindig szubjektív elemeket is tartalmaz, mivel a történészek saját tudásuk, tapasztalataik és előítéleteik alapján értelmezik az adatokat. A szintézis során a történészek egységes képet alkotnak az eseményekről vagy korszakról, amelyeket összevethetnek más történeti eseményekkel vagy időszakokkal.

## A történettudomány módszertanának kihívásai
A történettudományi módszertan alkalmazása számos kihívást rejt magában, amelyekkel a történészeknek szembe kell nézniük.
- Forráshiány: Sok történelmi korszakból kevés vagy hiányos forrás maradt fenn, ami megnehezíti az események pontos rekonstruálását. Ezen túlmenően a források gyakran torzító vagy elfogult nézőpontokat tükrözhetnek, amelyek befolyásolhatják a történészek következtetéseit.
- Torzítások és elfogultságok: Az egyes források szerzőinek nézőpontjai, politikai vagy vallási meggyőződései torzításokat vihetnek be a történelem értelmezésébe. A történészek igyekeznek minimalizálni ezeket a torzításokat azáltal, hogy többféle forrást és szempontot vesznek figyelembe.
- Módszertani változások: A történettudomány módszertana folyamatosan fejlődik az új kutatási eredmények és technológiai fejlesztések hatására. Az új régészeti felfedezések, a digitális eszközök és az interdiszciplináris megközelítések egyre pontosabb és részletesebb történeti képek megalkotását teszik lehetővé.